# Jacopo Dezi
Jacopo Dezi (Atri, provincia de Teramo, Italia, 10 de febrero de 1992) es un futbolista italiano. Juega de centrocampista en el Calcio Padova de la Serie C de Italia.

## Trayectoria
Debutó con el Giulianova en la tercera división italiana, totalizando 19 presencias (más una en Copa). En 2010 fue adquirido por el Napoli, para que jugara en la categoría juvenil Primavera. El año siguiente el técnico Walter Mazzarri lo agregó al primer equipo, que en mayo se consagró campeón de la Copa Italia.
En julio de 2012 fue cedido a préstamo al Barletta, donde totalizó 7 goles y 26 presencias. El 19 de julio de 2013 pasó en calidad de cedido al Crotone de la Serie B; aquí jugó 36 partidos, marcando 3 tantos. Al término de la temporada, el club calabrés compró la mitad de su pase. El 25 de junio de 2015 el Napoli compró el 100% del pase de Dezi. En enero de 2016 fue cedido al Bari de la Serie B y, en el agosto del mismo año, al Perugia, que militaba en la misma división. El 24 de julio de 2017 fue cedido al Parma Calcio 1913 con opción de compra. Dicha opción fue ejecutada por el Parma que lo cedió al Empoli FC la temporada 2019-20, aunque a mitad de curso canceló la cesión y lo prestó al Virtus Entella con una obligación de compra al final de la misma.

## Selección nacional
Ha sido convocado a varios stages de las categorías inferiores de la selección italiana.
Debutó con la sub-21 el 5 de marzo de 2014 contra los norirlandeses, en un partido válido para la clasificación de la Eurocopa Sub-21 de 2015. El 9 de septiembre del mismo año marcó el gol del 5-1 ante la sub-21 de Chipre (el partido terminó con marcador de 7-1 a favor de los italianos).

## Clubes
| Club                           | País   | Año       |
| ------------------------------ | ------ | --------- |
| Giulianova Calcio              | Italia | 2009-2010 |
| S. S. C. Napoli                | Italia | 2010-2018 |
| S. S. Barletta Calcio (cedido) | Italia | 2012-2013 |
| F. C. Crotone (cedido)         | Italia | 2013-2015 |
| F. C. Bari (cedido)            | Italia | 2016      |
| A. C. Perugia (cedido)         | Italia | 2016-2017 |
| Parma Calcio 1913 (cedido)     | Italia | 2017-2018 |
| Parma Calcio 1913              | Italia | 2018-2021 |
| Empoli F. C. (cedido)          | Italia | 2019-2020 |
| Virtus Entella (cedido)        | Italia | 2020      |
| Venezia F. C.                  | Italia | 2021-2022 |
| Calcio Padova                  | Italia | 2022-     |

## Palmarés

### Títulos nacionales
| Título      | Club            | País   | Año     |
| ----------- | --------------- | ------ | ------- |
| Copa Italia | S. S. C. Napoli | Italia | 2011-12 |